# Palatul Poștelor din Brașov
Palatul Poștelor din Brașov este o clădire monument istoric aflat pe teritoriul municipiului Brașov (cod LMI BV-II-m-B-11422).

## Istoric
În a doua jumătate a secolului al XIX-lea, au fost întocmite primele planuri de sistematizare a Brașovului, care implicau dezvoltarea urbanistică spre suburbii, în primul rând spre Blumăna. În acest scop au fost demolate eșalonat o parte din fortificațiile medievale ale Cetății de pe laturile de nord-est și sud-vest.

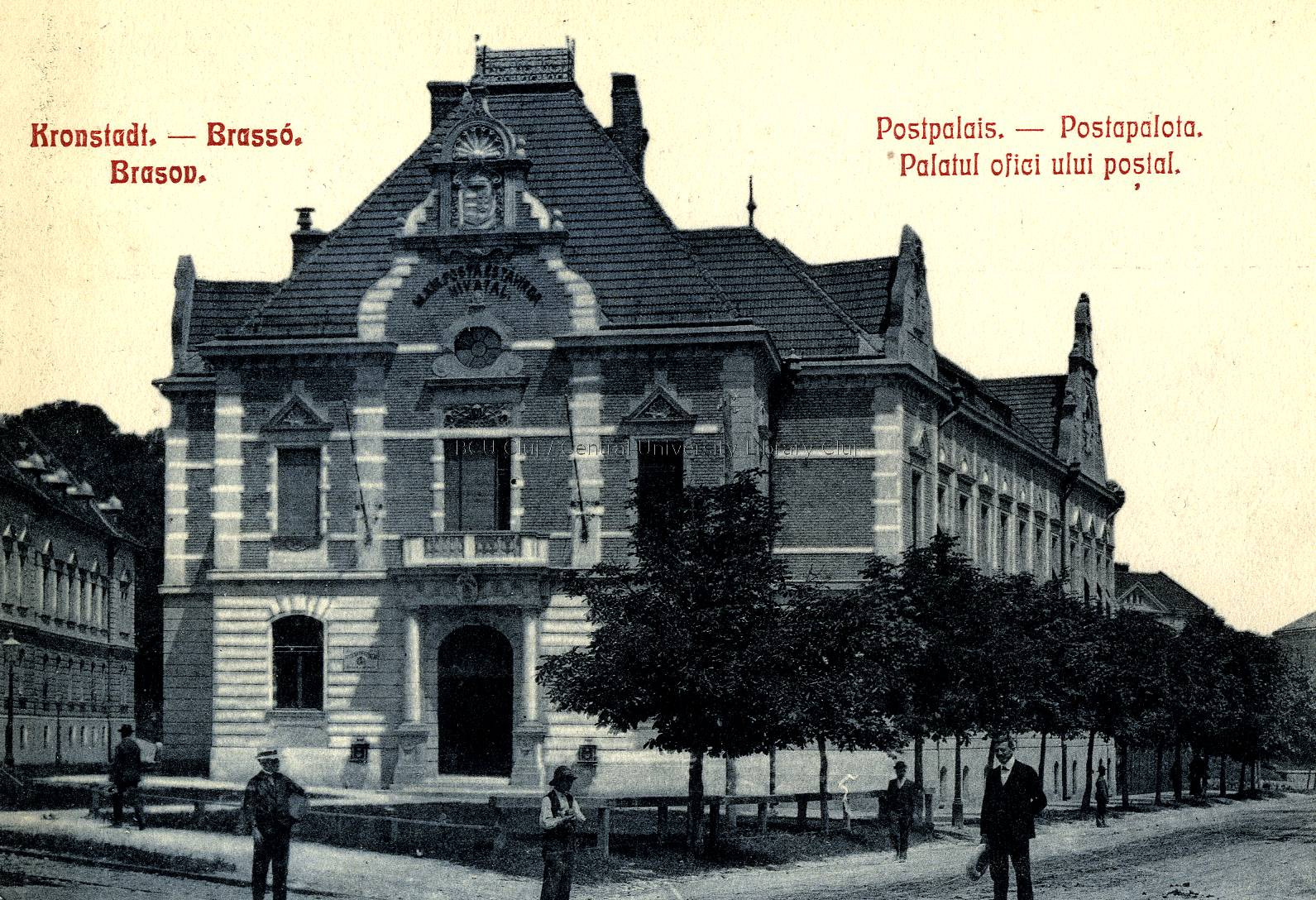
Palatul Poștei (cca 1910)

Pe latura de nord-est, pe locul vast care pe vremuri constituia un câmp larg de apărare în fața zidurilor cetății, s-au construit câteva clădiri administrative: Palatul de Justiție (astăzi sediul Prefecturii și al Consiliului Județean Brașov), Administrația Financiară (astăzi Primăria) precum și Palatul Poștei.
Palatul Poștei (sau Palatul Poștelor) a fost construit în anul 1906 și este declarat monument istoric (cod LMI BV-II-m-B-11422).
În perioada interbelică era una dintre cele mai vizitate clădiri din oraș. De aici se trimiteau și se primeau scrisori, cărți poștale, telegrame, se trimiteau sau se primeau mărfuri.
Clădirea Palatului Poștei există și astăzi în parcul central Nicolae Titulescu și are aceeași destinație.
În interiorul clădirii se găsesc săli imense cu uși din lemn masiv, cu mese frumos sculptate, chiar și o mică fântână arteziană.
Odată cu apariția internetului (datând de la începutul anilor 1990) economia serviciilor poștale din întreaga lume fost puternic afectată prin reducerea cererii de corespondență, e-mailurile devenind un mijloc de comunicare mai ieftin și mai rapid.
Ca urmare a scăderii interesului pentru serviciile poștale, dar și a veniturilor, clădirea Palatului Poștei a fost neglijată, începând să se deterioreze treptat.
În plus, la sfârșitul lunii ianuarie 2015 o furtună puternică a afectat și clădirea Palatului Poștei, în special acoperișul acesteia.

## Galerie de imagini

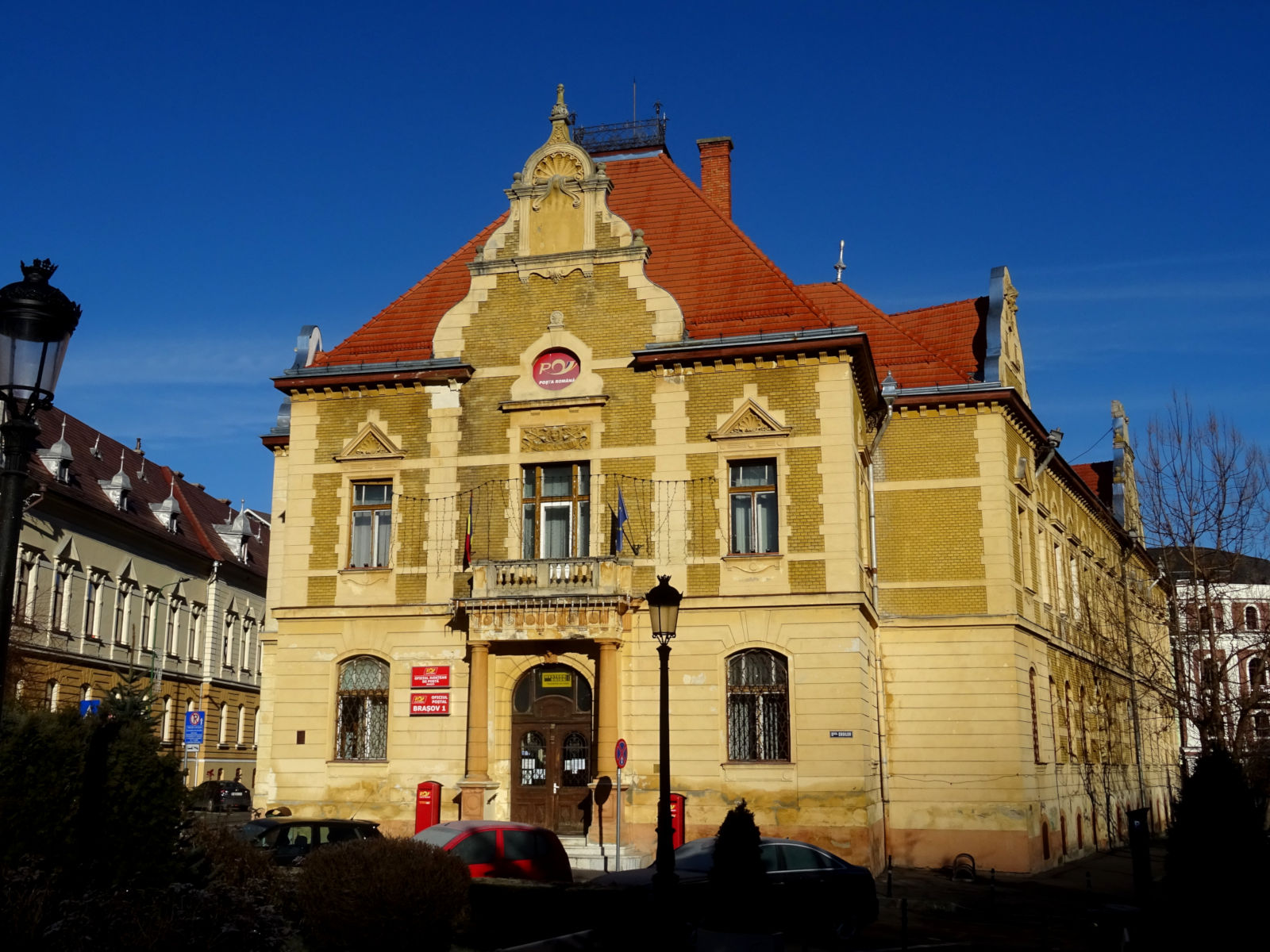
Palatul Poștei
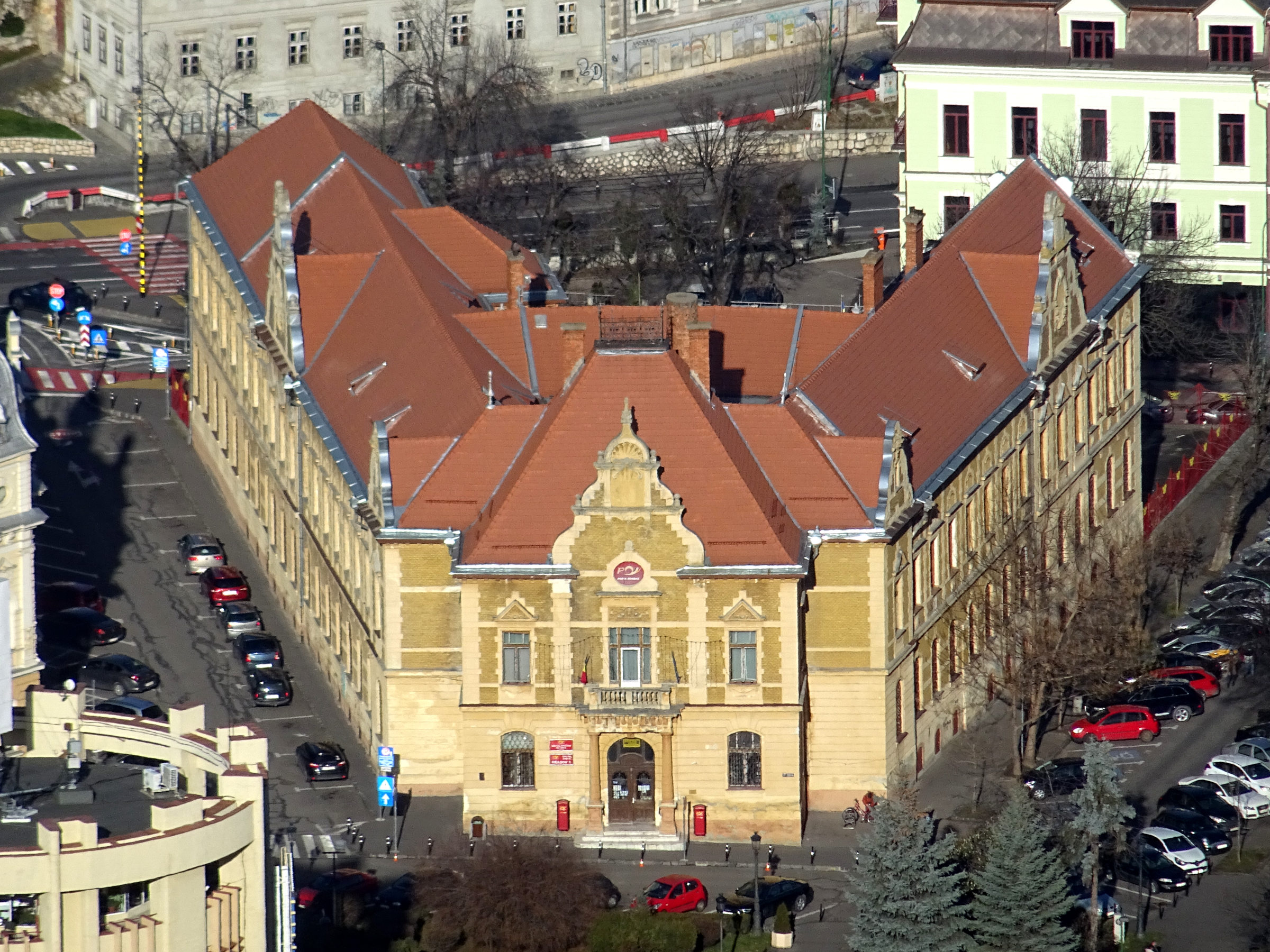
Palatul Poștei - vedere de ansamblu
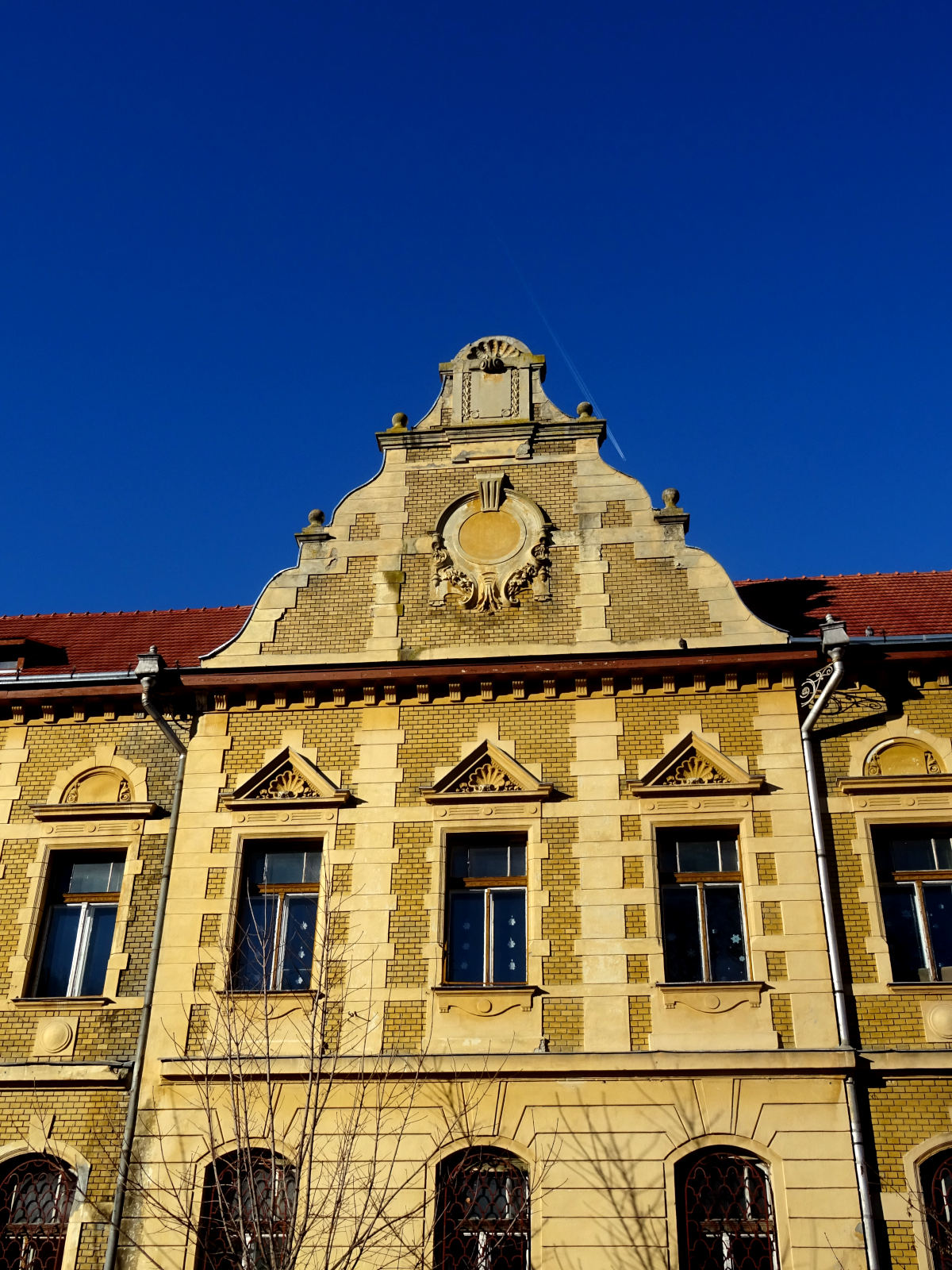
Palatul Poștei - vedere laterală
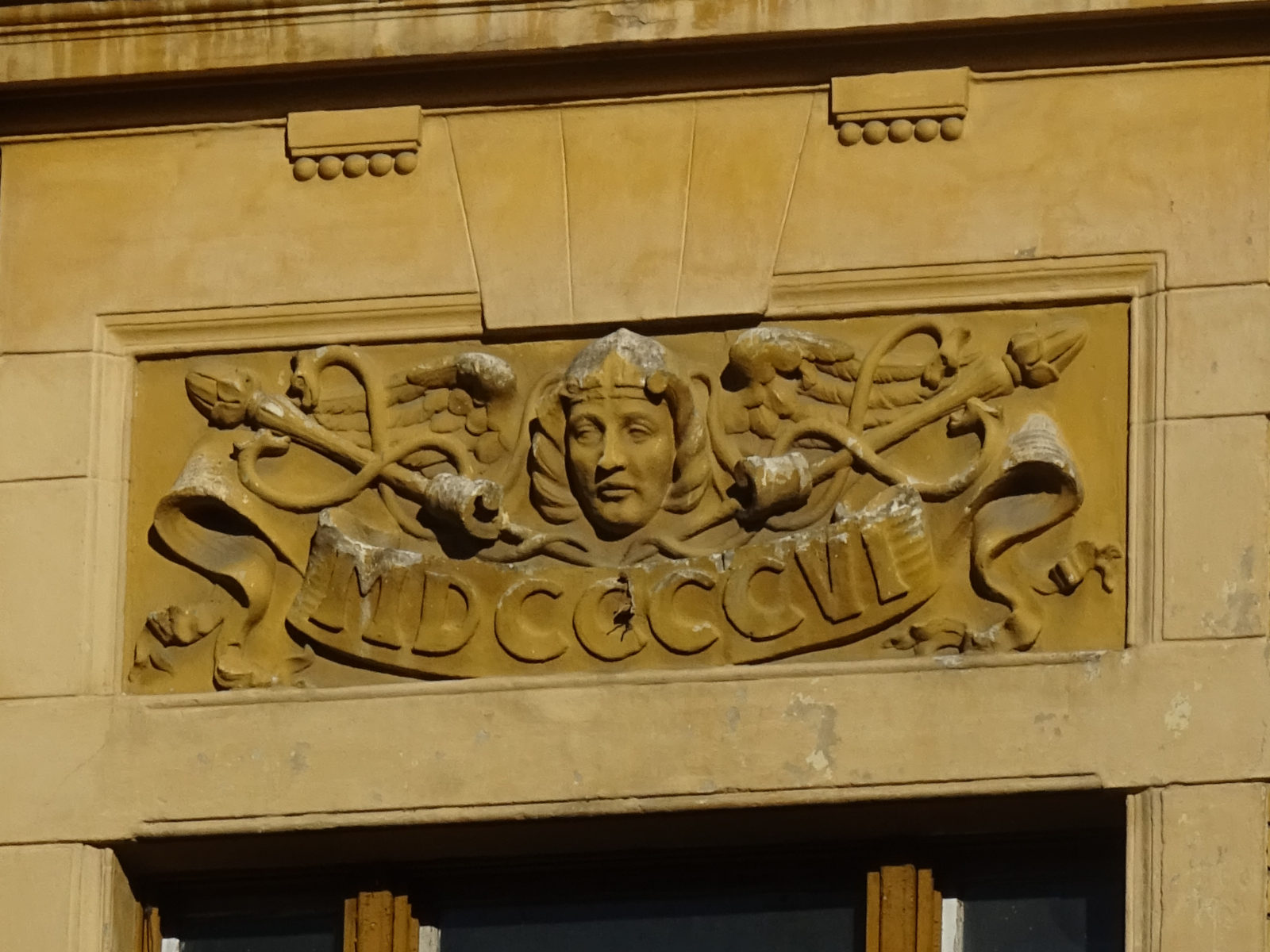
Palatul Poștei, detaliu cu anul construcției (1906)
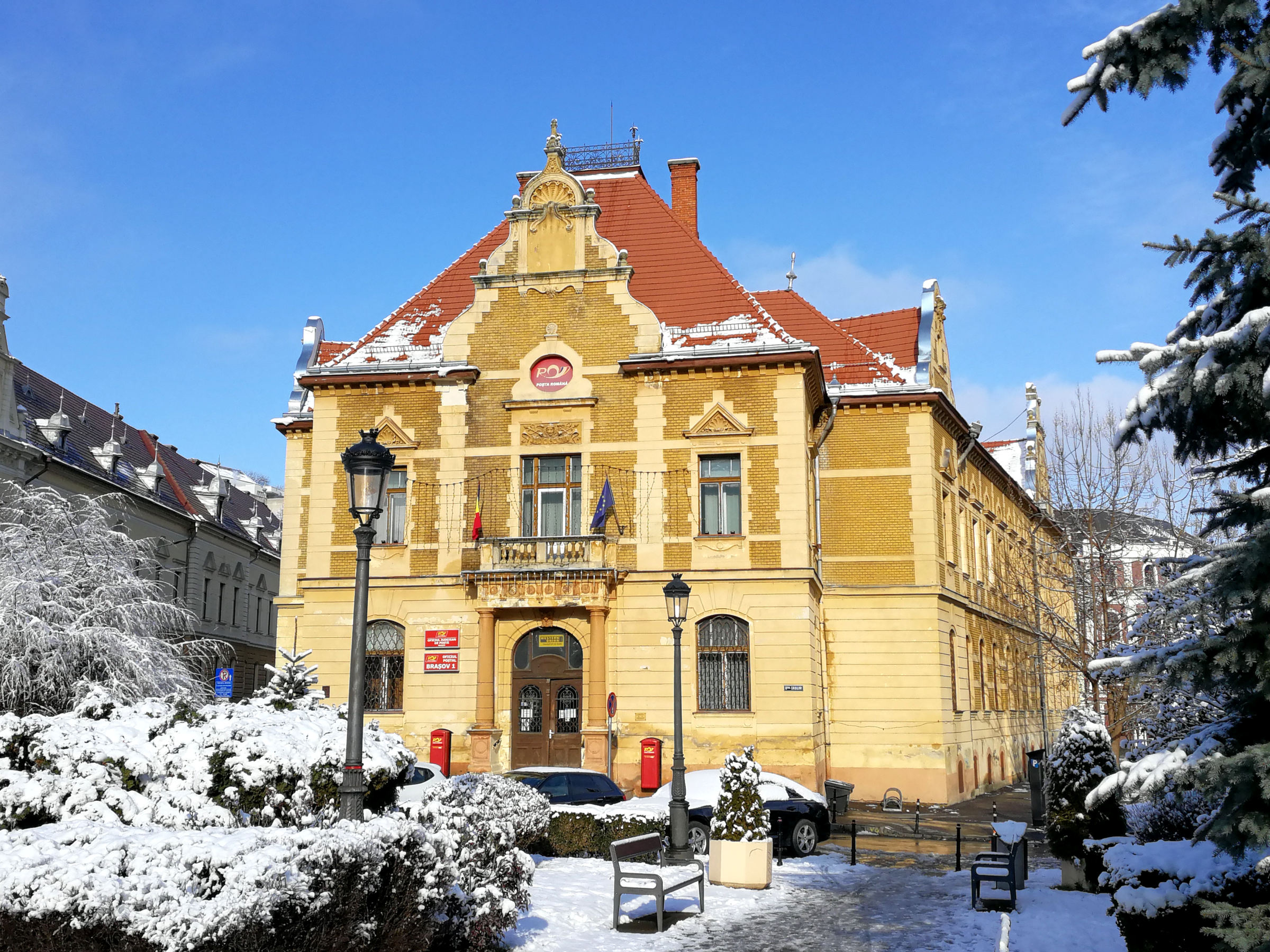
Palatul Poștei iarna